# Zeci
Zeci – wieś w Chorwacji, w żupanii istryjskiej, w gminie Žminj. W 2011 roku liczyła 33 mieszkańców.